# Rorschachov test mrlja
Rorschachov test mrlja, jedan je od projektivnih testova koji se rabe u psihodijagnostičkom procesu kao dio psihološkog pregleda koji obavlja klinički psiholog ili drugi posebno specijalizirani psiholog za primjenu ove tehnike.

## Povijest
Švicarski psihijatar Hermann Rorschach je kapnuo tintu na papir, presložio ga i time dobio simetrične, ali nedefinirane oblike. Te mrlje bi pokazivao hospitaliziranim pacijentima i odbacivao one koji nisu izazvali odgovore kod različitih psihijatrijskih skupina. Naposljetku se zadovoljio s deset. Freudov rad i njegov koncept nesvjesnoga i dinamičkog pogleda na osobnost utjecao je na Rorschachov pogled i koristio se psihoanalitičkom teorijom u vlastitom tumačenju odgovora ispitanika.

## Tumačenje
Rorschachov test se ne tumači na osnovi samo jednog odgovora, već se odnosi na ukupnu sumu odgovora, a uz to se promatra i interpretira pacijentovo ponašanje tijekom odgovaranja na test.
Ispitanici tijekom testa pogledaju na karticu i kažu što vide, usredotočujući se na cijelu sliku ili samo jedan aspekt, dajući odgovore, odnosno tumačenje koje im padne na pamet, a svi se odgovori bilježe u protokolu testa. Sadržaj se može protumačiti i simbolički, a ispitivača zanima kako se odgovor oblikuje, opažanje, razlozi toga odgovora ili njegova sadržaja. Rorschachovim testom, smatra se, daje se uvid u inteligenciju pojedinca, kulturu kojoj pripada, razinu tjeskobe, odnos prema stvarnosti i niz drugih primjena.

## Deset Rorschachovih kartica
|  |  |  |  |  |
|  |  |  |  |  |

Rorschachove mrlje u Republici Hrvatskoj distribuira "Naklada Slap".